# NetLimiter
NetLimiter – комп'ютерна програма контролю мережевого трафіку .

## Особливості
Після установки і запуску NetLimiter стежить за діяльністю кожного застосунку, що використовує доступ до Інтернету, а також активно управляє трафіком, контролюючи швидкість потоку даних. Ви можете самостійно контролювати швидкість завантаження і відправлення інформації для кожного окремого застосунку або з'єднання. Таким чином, якщо якась програма в ході своєї роботи дуже активно споживає мережеві ресурси, то у вас є реальний шанс стримати її апетит. Також NetLimiter веде докладну статистику по всіх з'єднаннях, відображаючи її у вигляді графіків або таблиць.